# Slaget vid Älgsjöskatan

Den ryska planen att inta Barösund
Avbildade fartyg och batterier och eldlinjer visas. A.Skeppet Rotislav, B. Skeppet Panteleimon, C. Skeppet Alexander Nevskij, D. Attack till lands, E. Fregatten Podrozilav, F. Tre fartyg som täcker attacken till lands, G. Galärer och kanonslupar, H. Förbindelsefartyg, I. Västra batteriet [Svenskt], K. Norra batteriet [Svenskt], L. Fregatten Isebeka [Svenska fregatten Sprengtporten & 1 roddfregatt], M. Intervenerande fartyg?.

Slaget vid Älgsjöskatan utkämpades till lands och sjöss i området kring Ingåfjärden i Nyland i Finland från 16 till 30 september 1789, under Gustav III:s ryska krig.

## Bakgrund
Medan fientligheterna avstannat på land, fortsatte de ännu till sjöss. Enligt Gustav III:s befallning utrustades i Karlskrona under befäl av överste Fust en eskader av 3 linjeskepp och 3 fregatter, vilken därifrån avgick den 25 med uppdrag att från Porkala fördriva därstädes liggande ryska blockadskepp. Den 4 september anlände eskadern till Hangö och den 6:e mitt för inloppet till Barösund, där man från de svenska fartygen kunde se den underlägsna ryska blockadstyrkan vid Porkala. Men då snart därefter en mängd masttoppar upptäcktes åt Revalsidan, vilka förmodades tillhöra ryska flottan, gav överste Fust upp hela företaget och återvände genast till Karlskrona, dit han den 15 september återvände med oförrättat ärende.
I Lovisa och Svartholm arbetades emellertid med iver och framgång på iståndsättande av arméns flotta. I Helsingfors blev på borgerskapets bekostnad 4 handelsskepp ombyggda och utrustade till fregatter, varefter de avsändes till Lovisa att förstärka flottan. I mitten av september var den åter segelfärdig och lika stark, som före striden vid Svensksund. Den 23 utlopp arméns flotta under överstelöjtnant Georg Christian de Freses befäl på kryssning och intog en station mellan Sveaborg och Lovisa, för att skydda denna del av kusten. Men den annalkande mörka och kalla årstiden medgav därefter på ingendera sidan något företag av vikt.

## Slaget
Under början av september fick de ryska fartygen som var stationerade utanför nyländska kusten en betydlig tillökning, ävensom ryssarnas avsikt att anfalla flaggkapten Salomon von Rajalin vid Barösund dag från dag blev alltmera synbar. Den 16 september anlände från Porkkala 4 linjeskepp, 1 brigg och 1 kutter, vilka följande dagen erhöll förstärkning av 1 fregatt, 2 briggar, 3 kuttrar och 1 bombkits. Den svenska eskadern, bestående av 1 turuma, 5 galärer och 2 kanonbarkasser, förlades tvärs över Barösund mellan batterierna på Älgsjö och Jakobs Ramsö. Den 18 september klockan halv 3 på eftermiddagen framryckte den ryska eskadern med gynnande vind till anfall, och elden börjades med häftighet från de svenska fartygen och batterierna. Men missförhållandet i stridskrafter var alltför stort, att något verksamt försvar skulle kunnat bli möjligt, varför Rajalin efter en timmes eldstrid, sedan batterierna blivit demonterade och flera fartyg skadade, beordrade återtåg. Ryssarna trängde på med största häftighet, men så oförsiktigt, att ett linjeskepp stötte på grund vid Jakobs Ramsö; detsamma hände en svensk galär, som måste brännas upp. De svenska fartygen retirerade dels till Bastubacka, dels till Ingåfjärden. De senare anfölls följande dagen, den 19 september, av 1 chebeck och 1 kutter, vilka dock, efter en timmas kanonad, illa tilltygade måste dra sig tillbaka. Såväl chebecken som det strandade linjeskeppet måste längre fram brännas upp. De följande dagarna ökades den ryska styrkan i Barösund ännu mera, så att de den 23 september där hade 21 större och mindre fartyg; de anlade ett betydligt fältverk på Älgsjö samt gjorde upprepade försök till landstigning på Svartbäcks och Långviks uddar på ömse sidor om Ingåfjärden. 
Dessa landstigningsförsök utövade ett icke obetydligt inflytande på landkriget. I mitten av september anlände, under överste Gustaf Mauritz Armfelts befäl, den andra hjälpsändningen från Sverige, bestående av följande trupper: 
2 bataljoner från Närkes och Värmlands regemente,
2 bataljoner från Jämtlands regemente,
1 bataljon från Bohusläns (avsuttna) dragoner,
1 bataljon från Dalregementet och
1 bataljon Hälsinge vargering samt
3 skvadroner från Livregementet till häst,
vilka i fulltaligt skick skulle ha räknat närmare 4 000 man. Meningen var att de över Helsingfors skulle avgå till riksgränsen. Men då Armfelt redan var på marsch till sistnämnde stad, fick han med anledning av händelserna i Barösund, order att vända om till Ingå med huvudstyrkan samt låta spridda avdelningar bevaka Nylandskusten, vilken, liksom galärerna, fortfarande oroades av ryssarna. 
Då Armfelt fick veta att den ryska besättningen på Älgsjöverket endast utgjordes av 4 till 500 man under befäl av John Trevenen beslöt han att genast anfalla fältverket. Natten till den 30 september lät han på galärernas espingar och slupar överföra 500 man (100 av Närkes och Värmlands regemente, 100 av Dalregementet och 300 av Bohusläns regemente) till ön. Dessa landsteg klockan 1 på natten vid öns västra ända och kom fram klockan 5 på morgonen till det på östra ändan belägna fältverket. Fastän Armfelt för ögonblicket endast hade 200 man samlade, stormade han genast och intog fältverket, härvid utsatt för elden både från detsamma och 2 linjeskepp, som låg strax utanför. Soldaterna i Dalregementet utsattes inledningsvis för kraftig fientlig eld och drog sig tillbaka, även om de fick order om att stanna av kapten Eberhard von Vegesack. När de fortsatte falla tillbaka ställde sig von Vegesack framför regementet, sköt den första och högg den andra, varefter han beordrade "höger om vänd er", efter vilket flätverket stormades. I striderna förlorade Sverige 12 döda och 46 skadade. Ryssarna hade 150 dödade och skadade och 52 tillfångatagna. Genom detta snabba och väl utförda företag, hindrades ryssarna att vidare oroa kusten, trots att kustfarten var stängd, så länge han innehade Porkkala.

## Efter slaget
En av de första dagarna i oktober råkade en rysk brigg gå på grund nära Porkkala och togs genast bort av svenska kanonslupar. Likaledes togs den 14 utanför Sveaborg en kutter, som av storm blivit indriven i skären, av 1 kanonslup och 1 kanonbarkass. På Älgsjö anlade svenskarna flera fältverk och förhuggningar, för att avhålla fienden från landstigningar; likaledes vid inloppet till Ingå. På Jakobs Ramsö skulle ett mörsarebatteri uppföras; men härmed måste uppskjutas i anseende till mängden av fientliga kryssare. Först den 23 oktober kunde kanonsluparna, som av storm och motvind varit hindrade att löpa ut, arbeta sig fram till Barösund, för att fördriva de ryska fartygen} och beskydda nämnde batteribyggnad. Detta blev signalen till uppbrott för hela ryska blockadstyrkan, vilken även följande dag lämnade Porkkala. Rajalin lät genast kanonsluparna inta alla stationer fienden innehaft, men avgick redan den 27, i anseende till den sena årstiden, med hela den vid Barösund församlade styrkan till Helsingfors för att, jämte den övriga skärgårdsflottan, upplägga och övervintra. 